# Festival di Sanremo 2015
(Slogan della sessantacinquesima edizione del Festival)

Carlo Conti e il siparietto coi kuTso sul palco dell'Ariston durante la semifinale delle Nuove Proposte del Festival di Sanremo del 2015

Il sessantacinquesimo Festival di Sanremo si è svolto al teatro Ariston di Sanremo dal 10 al 14 febbraio 2015 con la conduzione di Carlo Conti, affiancato dalle cantanti Arisa ed Emma e dalla modella e attrice spagnola Rocío Muñoz Morales.
La direzione artistica è stata curata dallo stesso Conti, la direzione musicale e dell'orchestra da Pinuccio Pirazzoli, la regia è stata affidata a Maurizio Pagnussat e la scenografia è stata disegnata da Riccardo Bocchini.
Vi hanno partecipato 28 artisti con altrettanti brani divisi in due sezioni: Campioni (composta da 20 artisti noti) e Nuove proposte (composta da 8 artisti emergenti).
L'edizione è stata vinta da Il Volo con il brano Grande amore per la sezione Campioni e da Giovanni Caccamo con il brano Ritornerò da te per la sezione Nuove proposte. Il Premio della Critica "Mia Martini" è andato a Malika Ayane con Adesso e qui (nostalgico presente) per la sezione Campioni e a Giovanni Caccamo con Ritornerò da te per la sezione Nuove proposte.
Il regolamento di quest'edizione del Festival ha previsto che, salvo rinuncia, il vincitore della sezione Campioni avrebbe rappresentato l'Italia all'Eurovision Song Contest. Il Volo ha quindi partecipato alla sessantesima edizione della kermesse canora europea tenutasi a Vienna, in Austria, concludendo con un terzo posto.
Quest'edizione ha ottenuto molto successo e parecchie critiche favorevoli, con un buon riscontro anche nel target 15-24 anni, con il 50% di media. Con il 48,64% di media è stata, in termini di share, l'edizione più vista dal 2006 compreso fino ad allora.

## Conduzione
Nel corso della conferenza stampa al termine del Festival di Sanremo 2014, il direttore di Rai 1 Giancarlo Leone, pur riconoscendo il netto calo degli ascolti rispetto alle edizioni passate, non ha escluso a priori la possibilità di una riconferma di Fabio Fazio alla conduzione della kermesse. Nonostante ciò, il 24 aprile, durante la presentazione del programma Si può fare!, lo stesso Leone ha annunciato che la sessantacinquesima edizione del Festival sarebbe stata condotta dal presentatore Carlo Conti, il cui nome era stato avallato sin da febbraio.
Nel dicembre 2014 alcune indiscrezioni avevano indicato le cantanti Emma e Arisa come co-conduttrici del festival. La presenza delle artiste è stata poi confermata nel corso della conferenza stampa di presentazione del Festival tenutasi il 13 gennaio 2015 a Sanremo. Entrambe le cantanti hanno già vinto un'edizione del Festival: Emma ha trionfato nel 2012 con il brano Non è l'inferno, mentre Arisa risultava essere la vincitrice in carica dopo la vittoria dell'anno precedente con Controvento. Sempre durante la conferenza stampa è stato svelato il nome della terza co-conduttrice, l'attrice e modella spagnola Rocío Muñoz Morales. Infine, il musicista e conduttore Rocco Tanica ha svolto il ruolo di inviato speciale nella Sala Stampa dell'Ariston attraverso video-collegamenti tenutisi in ciascuna delle serate.

## Direzione artistica e autori
Il 17 giugno 2014 Carlo Conti ha comunicato che avrebbe svolto anche il compito di direttore artistico del Festival. Il presentatore ha presieduto la Commissione Musicale composta da Giovanni Allevi, Carolina Di Domenico, Claudio Fasulo, Pinuccio Pirazzoli, Ivana Sabatini e Rocco Tanica che ha avuto il compito di selezionare i brani di entrambe le sezioni.
Gli autori sono Riccardo Cassini, Martino Clericetti, Carlo Conti, Mario D'Amico, Emanuele Giovannini, Max Novaresi, Leopoldo Siano e Ivana Sabatini.

## Partecipanti

### SezioneCampioni
Le canzoni sono state selezionate e/o gli artisti sono stati invitati dal direttore artistico Carlo Conti, il quale si è potuto avvalere della consulenza della Commissione musicale.
Il 14 dicembre 2014 Conti ha comunicato i nomi dei 20 artisti in gara al Festival di Sanremo 2015 e i titoli delle relative canzoni durante il programma L'Arena, condotto da Massimo Giletti su Rai 1.
| Interprete                        | Ultime partecipazioni al Festival |
| --------------------------------- | --------------------------------- |
| Alex Britti                       | 2006                              |
| Anna Tatangelo                    | 2011                              |
| Annalisa                          | 2013                              |
| Bianca Atzei                      | Esordiente                        |
| Biggio e Mandelli                 | Esordienti                        |
| Chiara                            | 2013                              |
| Dear Jack                         | Esordienti                        |
| Gianluca Grignani                 | 2008                              |
| Grazia Di Michele e Mauro Coruzzi | 1993 ed Esordiente                |
| Il Volo                           | Esordienti                        |
| Irene Grandi                      | 2010                              |
| Lara Fabian                       | Esordiente                        |
| Lorenzo Fragola                   | Esordiente                        |
| Malika Ayane                      | 2013                              |
| Marco Masini                      | 2009                              |
| Moreno                            | Esordiente                        |
| Nek                               | 1997                              |
| Nesli                             | Esordiente                        |
| Nina Zilli                        | 2012                              |
| Raf                               | 1991                              |

### SezioneNuove proposte
Come di consueto, 6 degli 8 giovani artisti in gara fra le Nuove proposte sono stati scelti attraverso un'omonima selezione. I candidati dovevano necessariamente essere espressione di un progetto artistico già operante nel mercato della musica e hanno dovuto proporre il loro brano attraverso le rispettive case/etichette discografiche entro il 31 ottobre 2014. Le proposte sono state valutate dalla Commissione musicale, la quale ha selezionato 60 finalisti e ha reso noti il loro nomi il 24 novembre. Il 1º dicembre i finalisti hanno sostenuto un'audizione dal vivo di fronte alla suddetta giuria. I nomi dei sei vincitori sono stati annunciati da Carlo Conti il 9 dicembre al TG1; gli artisti selezionati sono stati Enrico Nigiotti, Giovanni Caccamo, Kaligola, i kuTso, Rakele e Serena Brancale.
Gli altri due artisti provengono dal concorso parallelo Area Sanremo. La Commissione di valutazione, scelta dal direttore responsabile Paolo Giordano, presieduta da Roby Facchinetti e composta da Dargen D'Amico, Giusy Ferreri e Mogol, ha esaminato le 560 domande ritenute valide sulle 578 pervenute e ha selezionato 40 finalisti. Tra il 1º, 2 e 3 dicembre 2014, dopo aver ascoltato le loro canzoni inedite, la Commissione ha scelto gli otto giovani vincitori: Alessio Arena, Amara, Chanty, Clàmor, Dajana, Mariané, Paolo Barillari e Pool Jr. Il giorno seguente, dopo un'ultima audizione, la Commissione Musicale ha selezionato Amara e Chanty.
| Interprete       | Ultime partecipazioni al Festival |
| ---------------- | --------------------------------- |
| Amara            | Esordiente                        |
| Chanty           | Esordiente                        |
| Enrico Nigiotti  | Esordiente                        |
| Giovanni Caccamo | Esordiente                        |
| Kaligola         | Esordiente                        |
| kuTso            | Esordienti                        |
| Rakele           | Esordiente                        |
| Serena Brancale  | Esordiente                        |

## Classifica finale

### SezioneCampioni
| Posizione | Interprete                        | Canzone                            | Autori                                                       |
| --------- | --------------------------------- | ---------------------------------- | ------------------------------------------------------------ |
| 1º        | Il Volo                           | Grande amore                       | F. Boccia, C. Esposito                                       |
| 2º        | Nek                               | Fatti avanti amore                 | Nek, L. Chiaravalli, A. Bonomo, G. Fazio                     |
| 3º        | Malika Ayane                      | Adesso e qui (nostalgico presente) | M. Ayane, Pacifico, G. Caccamo, A. Flora                     |
| 4º        | Annalisa                          | Una finestra tra le stelle         | F. Silvestre                                                 |
| 5º        | Chiara                            | Straordinario                      | E. Meta, G. Pollex                                           |
| 6º        | Marco Masini                      | Che giorno è                       | M. Masini, F. Camba, D. Coro                                 |
| 7º        | Dear Jack                         | Il mondo esplode tranne noi        | P. Romitelli, D. Simonetta                                   |
| 8º        | Gianluca Grignani                 | Sogni infranti                     | G. Grignani                                                  |
| 9º        | Nina Zilli                        | Sola                               | N. Zilli                                                     |
| 10º       | Lorenzo Fragola                   | Siamo uguali                       | L. Fragola, Fedez, F. Cogliati                               |
| 11º       | Alex Britti                       | Un attimo importante               | A. Britti                                                    |
| 12º       | Irene Grandi                      | Un vento senza nome                | I. Grandi, S. Lanza                                          |
| 13º       | Nesli                             | Buona fortuna amore                | Nesli, Brando                                                |
| 14º       | Bianca Atzei                      | Il solo al mondo                   | F. Silvestre                                                 |
| 15º       | Moreno                            | Oggi ti parlo così                 | M. Donadoni, R. Casalino, M. Dagani, A. Erba, M. Zangirolami |
| 16º       | Grazia Di Michele e Mauro Coruzzi | Io sono una finestra               | G. Di Michele, R. Petrangeli                                 |
| NF        | Raf                               | Come una favola                    | R. Riefoli, S. Grandi, E. Cecere                             |
| NF        | Biggio e Mandelli                 | Vita d'inferno                     | F. Biggio, M. Ferro, F. Mandelli                             |
| NF        | Anna Tatangelo                    | Libera                             | F. Silvestre, E. Palmosi                                     |
| NF        | Lara Fabian                       | Voce                               | C. Cremonini, L. Fabian, F. Zanotti                          |

### SezioneNuove proposte
| Posizione | Interprete       | Canzone                    | Autori                                                   |
| --------- | ---------------- | -------------------------- | -------------------------------------------------------- |
| 1º        | Giovanni Caccamo | Ritornerò da te            | G. Caccamo                                               |
| 2º        | kuTso            | Elisa                      | M. Gabbianelli                                           |
| F         | Amara            | Credo                      | E. Mineo, S. Mineo                                       |
| F         | Enrico Nigiotti  | Qualcosa da decidere       | E. Nigiotti, S. Galvagno                                 |
| NF (E3)   | Serena Brancale  | Galleggiare                | S. Brancale                                              |
| NF (E3)   | Rakele           | Io non lo so cos'è l'amore | Bungaro, C. Chiodo, G. Runco                             |
| NF (E2)   | Kaligola         | Oltre il giardino          | G. Rosciglione                                           |
| NF (E2)   | Chanty           | Ritornerai                 | A. Bonomo, C. Saroldi, M. Speroni, L. Barone, T. Delfino |

## Regolamento e serate
Dopo lo stravolgimento del regolamento avvenuto nei due anni della direzione artistica di Fabio Fazio, i Campioni sono tornati a gareggiare con una canzone ciascuno. Inoltre, vengono reintrodotte le eliminazioni a ridosso della finale. Inizialmente le canzoni in gara sarebbero dovute essere 16, ma il conduttore, data la qualità e la quantità dei brani ricevuti da parte degli artisti, ha proposto e ottenuto da Rai1 l'aumento a 20 delle canzoni partecipanti.  La gara delle Nuove proposte invece è stata concepita come un torneo di scontri uno contro uno ad eliminazione diretta che si è svolto, come di consueto, nella seconda, terza e quarta serata.
A distanza di due anni viene reintrodotta la Giuria Demoscopica, assente nei Festival di Fazio, mentre la Giuria di Qualità viene rinominata "Giuria degli Esperti". Attraverso dunque i quattro sistemi di votazione, ovvero televoto, Giuria della Sala Stampa, Giuria Demoscopica e Giuria degli Esperti, si è arrivati alla proclamazione delle canzoni vincitrici nelle sezioni Campioni e Nuove proposte.
A partire da questa edizione, la serata evento delle cover diventa un vero e proprio torneo parallelo, peculiarità destinata a ripetersi anche nei successivi Festival diretti da Carlo Conti.

### Prima serata
Nel corso della prima serata si sono esibiti 10 dei 20 Campioni in gara. Le canzoni sono state votate dal pubblico a casa tramite televoto e dalla Giuria della Sala Stampa. I due distinti risultati percentualizzati hanno pesato entrambi per il 50% sulla graduatoria combinata. In base alla stessa, comunicata al termine della serata, gli artisti sono stati suddivisi in due gruppi: uno composto dai primi 6 artisti in graduatoria e un altro composto dagli artisti agli ultimi 4 posti che pertanto sono “a rischio eliminazione”.
Inoltre, sono stati presentati gli otto artisti in gara nella sezione Nuove proposte.

#### Campioni
- A rischio

| Ordine di uscita | Artista                           | Brano                              | 1ª serata      | 1ª serata      | 1ª serata         | 1ª serata         | 1ª serata | 1ª serata             | Classifica congiunta 1ª e 2ª serata | Classifica congiunta 1ª e 2ª serata |
| Ordine di uscita | Artista                           | Brano                              | Televoto (50%) | Televoto (50%) | Sala Stampa (50%) | Sala Stampa (50%) | Totale    | Totale                | %                                   | Posizione                           |
| Ordine di uscita | Artista                           | Brano                              | %              | Graduatoria    | %                 | Graduatoria       | %         | Graduatoria combinata | %                                   | Posizione                           |
| ---------------- | --------------------------------- | ---------------------------------- | -------------- | -------------- | ----------------- | ----------------- | --------- | --------------------- | ----------------------------------- | ----------------------------------- |
| 1                | Chiara                            | Straordinario                      | 9,49%          | 5              | 10,74%            | 4                 | 10,12%    | 5                     | 4,77%                               | 9                                   |
| 2                | Gianluca Grignani                 | Sogni infranti                     | 4,82%          | 8              | 5,37%             | 8                 | 5,10%     | 9                     | 2,40%                               | 19                                  |
| 3                | Alex Britti                       | Un attimo importante               | 5,41%          | 7              | 8,68%             | 7                 | 7,04%     | 8                     | 3,35%                               | 15                                  |
| 4                | Malika Ayane                      | Adesso e qui (nostalgico presente) | 4,41%          | 9              | 17,97%            | 1                 | 11,19%    | 4                     | 5,40%                               | 7                                   |
| 5                | Dear Jack                         | Il mondo esplode tranne noi        | 23,05%         | 1              | 3,93%             | 9                 | 13,49%    | 3                     | 6,17%                               | 6                                   |
| 6                | Lara Fabian                       | Voce                               | 3,27%          | 10             | 3,10%             | 10                | 3,19%     | 10                    | 1,50%                               | 20                                  |
| 7                | Nek                               | Fatti avanti amore                 | 18,08%         | 2              | 17,57%            | 2                 | 17,83%    | 1                     | 8,38%                               | 2                                   |
| 8                | Grazia Di Michele e Mauro Coruzzi | Io sono una finestra               | 7,14%          | 6              | 9,30%             | 6                 | 8,22%     | 7                     | 3,89%                               | 12                                  |
| 9                | Annalisa                          | Una finestra tra le stelle         | 13,47%         | 3              | 13,22%            | 3                 | 13,85%    | 2                     | 6,51%                               | 4                                   |
| 10               | Nesli                             | Buona fortuna amore                | 9,86%          | 4              | 10,12%            | 5                 | 9,99%     | 6                     | 4,70%                               | 10                                  |

Ospiti
- Famiglia Anania (famiglia più numerosa d'Italia con 16 figli)[38]
- Tiziano Ferro: medley Non me lo so spiegare / Sere nere / Il regalo più grande e Incanto[38][39]
- Alessandro Siani: monologo sull'attualità[38]
- Al Bano e Romina Power: medley Cara terra mia / Ci sarà / Felicità (picco di share alle 23:13 con il 58,56%)[38][40][41]
- Al Bano: È la mia vita[42]
- Fabrizio Pulvirenti (medico di Emergency guarito dall'Ebola) con una testimonianza sulla cooperazione internazionale in Africa[38]
- Boiler: sketch di finti giornalisti in sala[43]
- Imagine Dragons: Demons e I Bet My Life[38]
- Francesco Cicchella e Vincenzo de Honestis: imitazione di Michael Bublé, del suo interprete e di Gigi D'Alessio[44]

Altre esibizioni
- Emma e Arisa: Il carrozzone di Renato Zero[45]

### Seconda serata
All'inizio della seconda serata si sono svolti i primi quarti di finale delle Nuove proposte fra 4 artisti della suddetta sezione. Le canzoni sono state votate dal pubblico a casa tramite il televoto e dalla Giuria della Sala Stampa. I due distinti risultati percentualizzati hanno pesato entrambi per il 50% nella realizzazione della graduatoria combinata. I due artisti più votati hanno avuto accesso alla quarta serata.
Di seguito, si sono esibiti i restanti 10 dei 20 Campioni in gara. Le canzoni sono state votate dal pubblico a casa tramite televoto e dalla Giuria della Sala Stampa. I due distinti risultati percentualizzati hanno pesato entrambi per il 50% sulla graduatoria combinata. In base alla stessa, comunicata al termine della serata, gli artisti sono stati suddivisi in due gruppi: uno composto dai primi 6 artisti in graduatoria e un altro composto dagli artisti agli ultimi 4 posti che pertanto sono “a rischio eliminazione”. Inoltre, è stata stilata (ma non diffusa) una classifica congiunta dei 20 Campioni basata sulle percentuali ottenute durante la prima e seconda serata, entrambe con peso del 50%.

#### Nuove proposte- Quarti di finale
- Ammesso alle semifinali

Sfida I
| Ordine di uscita | Artista  | Brano             | Televoto (50%) | Televoto (50%) | Sala Stampa (50%) | Sala Stampa (50%) | Totale | Totale                |
| Ordine di uscita | Artista  | Brano             | %              | Graduatoria    | %                 | Graduatoria       | %      | Graduatoria combinata |
| ---------------- | -------- | ----------------- | -------------- | -------------- | ----------------- | ----------------- | ------ | --------------------- |
| 1                | kuTso    | Elisa             | 56,19%         | 1              | 61,98%            | 1                 | 59,08% | 1                     |
| 2                | Kaligola | Oltre il giardino | 43,81%         | 2              | 38,02%            | 2                 | 40,92% | 2                     |

Sfida II
| Ordine di uscita | Artista         | Brano                | Televoto (50%) | Televoto (50%) | Sala Stampa (50%) | Sala Stampa (50%) | Totale | Totale                |
| Ordine di uscita | Artista         | Brano                | %              | Graduatoria    | %                 | Graduatoria       | %      | Graduatoria combinata |
| ---------------- | --------------- | -------------------- | -------------- | -------------- | ----------------- | ----------------- | ------ | --------------------- |
| 1                | Enrico Nigiotti | Qualcosa da decidere | 70,31%         | 1              | 32,74%            | 2                 | 51,53% | 1                     |
| 2                | Chanty          | Ritornerai           | 29,69%         | 2              | 67,26%            | 1                 | 48,47% | 2                     |

#### Campioni
- A rischio

| Ordine di uscita | Artista           | Brano               | 2ª serata      | 2ª serata      | 2ª serata         | 2ª serata         | 2ª serata | 2ª serata             | Classifica congiunta 1ª e 2ª serata | Classifica congiunta 1ª e 2ª serata |
| Ordine di uscita | Artista           | Brano               | Televoto (50%) | Televoto (50%) | Sala Stampa (50%) | Sala Stampa (50%) | Totale    | Totale                | %                                   | Posizione                           |
| Ordine di uscita | Artista           | Brano               | %              | Graduatoria    | %                 | Graduatoria       | %         | Graduatoria combinata | %                                   | Posizione                           |
| ---------------- | ----------------- | ------------------- | -------------- | -------------- | ----------------- | ----------------- | --------- | --------------------- | ----------------------------------- | ----------------------------------- |
| 1                | Nina Zilli        | Sola                | 3,49%          | 8              | 13,50%            | 3                 | 8,49%     | 5                     | 4,40%                               | 11                                  |
| 2                | Marco Masini      | Che giorno è        | 11,81%         | 3              | 15,48%            | 2                 | 13,64%    | 2                     | 7,19%                               | 3                                   |
| 3                | Anna Tatangelo    | Libera              | 4,94%          | 6              | 5,16%             | 10                | 5,05%     | 10                    | 2,67%                               | 18                                  |
| 4                | Raf               | Come una favola     | 4,81%          | 7              | 8,33%             | 6                 | 6,57%     | 6                     | 3,44%                               | 13                                  |
| 5                | Il Volo           | Grande amore        | 44,56%         | 1              | 8,73%             | 5                 | 26,64%    | 1                     | 14,45%                              | 1                                   |
| 6                | Irene Grandi      | Un vento senza nome | 2,97%          | 10             | 16,27%            | 1                 | 9,62%     | 4                     | 4,96%                               | 8                                   |
| 7                | Lorenzo Fragola   | Siamo uguali        | 12,51%         | 2              | 11,51%            | 4                 | 12,01%    | 3                     | 6,36%                               | 5                                   |
| 8                | Biggio e Mandelli | Vita d'inferno      | 3,38%          | 9              | 7,34%             | 7                 | 5,36%     | 9                     | 2,80%                               | 17                                  |
| 9                | Bianca Atzei      | Il solo al mondo    | 6,17%          | 4              | 6,74%             | 9                 | 6,46%     | 7                     | 3,41%                               | 14                                  |
| 10               | Moreno            | Oggi ti parlo così  | 5,37%          | 5              | 6,94%             | 8                 | 6,16%     | 8                     | 3,25%                               | 16                                  |

Ospiti
- Compagnia di danza Pilobolus[49]
- Joe Bastianich[47]
- Cristiano Malgioglio
- Biagio Antonacci: medley Se io, se lei / Dolore e forza / Pazzo di lei / Sognami e omaggio a Pino Daniele con Quando (picco di ascolti alle 22:13 con 13.259.000 spettatori)[50]
- Charlize Theron[51]
- Angelo Pintus: monologo sui Francesi[52]
- Pino Donaggio[47]
- Vincenzo Nibali[53][54]
- Claudio Amendola e Luca Argentero[55]
- Boiler: sketch di finti giornalisti in sala[43]
- Conchita Wurst, vincitrice dell'Eurovision Song Contest 2014: Heroes (picco di share alle 00:10 con il 53,21%)[56][57]
- Javier Zanetti[54]
- Marlon Roudette: When the Beat Drops Out[47]

Altre esibizioni
- Rocío Muñoz Morales: paso doble con Fabrizio Mainini sulle note di Lei verrà in ricordo di Mango[47]

### Terza serata
All'inizio della terza serata si sono svolti gli altri quarti di finale delle Nuove proposte fra i restanti 4 artisti della suddetta sezione. Le canzoni sono state votate dal pubblico a casa tramite il televoto e dalla Giuria della Sala Stampa. I due distinti risultati percentualizzati hanno pesato entrambi per il 50% nella realizzazione della graduatoria combinata. I due artisti più votati hanno avuto accesso alla quarta serata.
Di seguito, i 20 Campioni in gara hanno partecipato al Torneo delle cover, una gara parallela al concorso principale in cui ogni artista ha reinterpretato una celebre canzone italiana. I partecipanti sono stati suddivisi in 5 gruppi da 4 artisti e si sono potuti esibire insieme a ospiti italiani e/o stranieri. Le loro esibizioni sono state votate dal pubblico a casa tramite televoto e dalla Giuria della Sala Stampa. I due distinti risultati percentualizzati hanno pesato entrambi per il 50% sulla graduatoria combinata di ciascuno gruppo. Le esibizioni dei 5 vincitori sono poi state valutate attraverso il medesimo metodo. La canzone più votata è stata proclamata vincitrice del Torneo delle cover.

#### Nuove proposte- Quarti di finale
- Ammesso alle semifinali

Sfida III
| Ordine di uscita | Artista          | Brano           | Televoto (50%) | Televoto (50%) | Sala Stampa (50%) | Sala Stampa (50%) | Totale | Totale                |
| Ordine di uscita | Artista          | Brano           | %              | Graduatoria    | %                 | Graduatoria       | %      | Graduatoria combinata |
| ---------------- | ---------------- | --------------- | -------------- | -------------- | ----------------- | ----------------- | ------ | --------------------- |
| 1                | Giovanni Caccamo | Ritornerò da te | 73,79%         | 1              | 61,90%            | 1                 | 67,85% | 1                     |
| 2                | Serena Brancale  | Galleggiare     | 26,21%         | 2              | 38,10%            | 2                 | 32,16% | 2                     |

Sfida IV
| Ordine di uscita | Artista | Brano                      | Televoto (50%) | Televoto (50%) | Sala Stampa (50%) | Sala Stampa (50%) | Totale | Totale                |
| Ordine di uscita | Artista | Brano                      | %              | Graduatoria    | %                 | Graduatoria       | %      | Graduatoria combinata |
| ---------------- | ------- | -------------------------- | -------------- | -------------- | ----------------- | ----------------- | ------ | --------------------- |
| 1                | Amara   | Credo                      | 57,07%         | 1              | 58,56%            | 1                 | 57,82% | 1                     |
| 2                | Rakele  | Io non lo so cos'è l'amore | 42,93%         | 2              | 41,44%            | 2                 | 42,18% | 2                     |

#### Campioni-Torneo delle cover- 1ª parte
Ammesso alla finale a cinque
Manche I
| Ordine | Artista - Ospite/i           | Brano (Artista/i originale/i - Anno)                            | Televoto (50%) | Televoto (50%) | Sala Stampa (50%) | Sala Stampa (50%) | Totale | Totale                |
| Ordine | Artista - Ospite/i           | Brano (Artista/i originale/i - Anno)                            | %              | Graduatoria    | %                 | Graduatoria       | %      | Graduatoria combinata |
| ------ | ---------------------------- | --------------------------------------------------------------- | -------------- | -------------- | ----------------- | ----------------- | ------ | --------------------- |
| 1      | Raf - Coro Voci Nere         | Rose rosse (Massimo Ranieri - 1968)                             | 14,29%         | 3              | 7,73%             | 4                 | 11,01% | 4                     |
| 2      | Irene Grandi - Saverio Lanza | Se perdo te (Patty Pravo - 1967)                                | 14,18%         | 4              | 31,44%            | 2                 | 22,81% | 3                     |
| 3      | Moreno                       | Una carezza in un pugno (Adriano Celentano - 1968)              | 42,00%         | 1              | 37,63%            | 1                 | 39,82% | 1                     |
| 4      | Anna Tatangelo               | Dio, come ti amo (Domenico Modugno e Gigliola Cinquetti - 1966) | 29,53%         | 2              | 23,20%            | 3                 | 26,37% | 2                     |

Manche II
| Ordine | Artista - Ospite/i | Brano (Artista/i originale/i - Anno)          | Televoto (50%) | Televoto (50%) | Sala Stampa (50%) | Sala Stampa (50%) | Totale | Totale                |
| Ordine | Artista - Ospite/i | Brano (Artista/i originale/i - Anno)          | %              | Graduatoria    | %                 | Graduatoria       | %      | Graduatoria combinata |
| ------ | ------------------ | --------------------------------------------- | -------------- | -------------- | ----------------- | ----------------- | ------ | --------------------- |
| 1      | Biggio e Mandelli  | E la vita, la vita (Cochi e Renato - 1974)    | 6,59%          | 4              | 11,06%            | 4                 | 8,83%  | 4                     |
| 2      | Chiara             | Il volto della vita (Caterina Caselli - 1968) | 26,82%         | 2              | 26,99%            | 2                 | 29,91% | 2                     |
| 3      | Nesli              | Mare mare (Luca Carboni - 1992)               | 12,82%         | 3              | 13,72%            | 3                 | 13,27% | 3                     |
| 4      | Nek                | Se telefonando (Mina - 1966)                  | 53,77%         | 1              | 48,23%            | 1                 | 50,99% | 1                     |

Manche III
| Ordine | Artista - Ospite/i                           | Brano (Artista/i originale/i - Anno)       | Televoto (50%) | Televoto (50%) | Sala Stampa (50%) | Sala Stampa (50%) | Totale | Totale                |
| Ordine | Artista - Ospite/i                           | Brano (Artista/i originale/i - Anno)       | %              | Graduatoria    | %                 | Graduatoria       | %      | Graduatoria combinata |
| ------ | -------------------------------------------- | ------------------------------------------ | -------------- | -------------- | ----------------- | ----------------- | ------ | --------------------- |
| 1      | Dear Jack                                    | Io che amo solo te (Sergio Endrigo - 1962) | 59,87%         | 1              | 20,54%            | 3                 | 40,21% | 1                     |
| 2      | Grazia Di Michele e Platinette - I musicisti | Alghero (Giuni Russo - 1986)               | 10,25%         | 3              | 35,71%            | 1                 | 22,98% | 2                     |
| 3      | Bianca Atzei                                 | Ciao amore ciao (Luigi Tenco - 1967)       | 16,52%         | 2              | 15,63%            | 4                 | 16,08% | 4                     |
| 4      | Alex Britti                                  | Io mi fermo qui (Dik Dik - 1970)           | 13,36%         | 3              | 28,12%            | 2                 | 20,74% | 3                     |

Manche IV
| Ordine | Artista - Ospite/i | Brano (Artista/i originale/i - Anno) | Televoto (50%) | Televoto (50%) | Sala Stampa (50%) | Sala Stampa (50%) | Totale | Totale                |
| Ordine | Artista - Ospite/i | Brano (Artista/i originale/i - Anno) | %              | Graduatoria    | %                 | Graduatoria       | %      | Graduatoria combinata |
| ------ | ------------------ | ------------------------------------ | -------------- | -------------- | ----------------- | ----------------- | ------ | --------------------- |
| 1      | Lorenzo Fragola    | Una città per cantare (Ron - 1980)   | 14,21%         | 3              | 22,81%            | 2                 | 18,51% | 3                     |
| 2      | Il Volo            | Ancora (Eduardo De Crescenzo - 1981) | 62,96%         | 1              | 20,18%            | 4                 | 41,57% | 1                     |
| 3      | Annalisa           | Ti sento (Matia Bazar - 1985)        | 15,81%         | 2              | 36,40%            | 1                 | 26,11% | 2                     |
| 4      | Lara Fabian        | Sto male (Ornella Vanoni - 1973)     | 7,02%          | 4              | 20,61%            | 3                 | 13,82% | 4                     |

Manche V
| Ordine | Artista - Ospite/i                                | Brano (Artista/i originale/i - Anno)           | Televoto (50%) | Televoto (50%) | Sala Stampa (50%) | Sala Stampa (50%) | Totale | Totale                |
| Ordine | Artista - Ospite/i                                | Brano (Artista/i originale/i - Anno)           | %              | Graduatoria    | %                 | Graduatoria       | %      | Graduatoria combinata |
| ------ | ------------------------------------------------- | ---------------------------------------------- | -------------- | -------------- | ----------------- | ----------------- | ------ | --------------------- |
| 1      | Gianluca Grignani - Coreografie di Roberto Corona | Vedrai, vedrai (Luigi Tenco - 1965)            | 33,95%         | 2              | 12,82%            | 4                 | 23,39% | 3                     |
| 2      | Nina Zilli                                        | Se bruciasse la città (Massimo Ranieri - 1969) | 13,49%         | 4              | 22,65%            | 3                 | 18,07% | 4                     |
| 3      | Malika Ayane - Pacifico                           | Vivere (Vasco Rossi - 1993)                    | 14,88%         | 3              | 37,61%            | 1                 | 26,25% | 2                     |
| 4      | Marco Masini                                      | Sarà per te (Francesco Nuti - 1988)            | 37,68%         | 1              | 26,92%            | 2                 | 32,30% | 1                     |

#### Campioni-Torneo delle cover- 2ª parte
Vincitore
| Ordine | Artista      | Brano (Artista/i originale/i - Anno)               | Televoto (50%) | Televoto (50%) | Sala Stampa (50%) | Sala Stampa (50%) | Totale | Totale            |
| Ordine | Artista      | Brano (Artista/i originale/i - Anno)               | %              | Graduatoria    | %                 | Graduatoria       | %      | Classifica finale |
| ------ | ------------ | -------------------------------------------------- | -------------- | -------------- | ----------------- | ----------------- | ------ | ----------------- |
| 1      | Moreno       | Una carezza in un pugno (Adriano Celentano - 1968) | 6,39%          | 5              | 19,64%            | 3                 | 13,02% | 4                 |
| 2      | Nek          | Se telefonando (Mina - 1966)                       | 16,72%         | 2              | 37,94%            | 1                 | 27,33% | 1                 |
| 3      | Dear Jack    | Io che amo solo te (Sergio Endrigo - 1962)         | 16,56%         | 3              | 6,70%             | 5                 | 11,63% | 5                 |
| 4      | Il Volo      | Ancora (Eduardo De Crescenzo - 1981)               | 44.64%         | 1              | 8,93%             | 4                 | 26,79% | 2                 |
| 5      | Marco Masini | Sarà per te (Francesco Nuti - 1988)                | 15,69%         | 4              | 26,79%            | 2                 | 21,24% | 3                 |

Ospiti
- Federico Paciotti (ex chitarrista dei Gazosa) - E lucevan le stelle e Nessun dorma (versioni con chitarra elettrica)[61]
- Samantha Cristoforetti (in collegamento preregistrato dalla Stazione spaziale internazionale)[62]
- Luca e Paolo - Esecuzione di Rip Parade (omaggio ironico alla retorica del cordoglio mediatico alla scomparsa di artisti musicali famosi) e sketch sul matrimonio omosessuale[63]
- Massimo Ferrero[64]
- Spandau Ballet - Medley True / Gold / Through the Barricades[65]
- Vittoria Puccini in un omaggio a Oriana Fallaci[66]
- Saint Motel - My Type e Cold Cold Man[60]

### Quarta serata
All'inizio della quarta serata si sono svolte le due semifinali delle Nuove proposte fra i 4 artisti rimasti in gara nella suddetta sezione. Le canzoni sono state votate dal pubblico a casa tramite il televoto, dalla Giuria Demoscopica e dalla Giuria degli Esperti. I tre distinti risultati percentualizzati hanno pesato rispettivamente per il 40%, 30% e 30% nella realizzazione della graduatoria combinata. I due artisti più votati hanno avuto accesso alla finale, la quale si è tenuta a metà serata ed è stata sottoposta al medesimo sistema di votazione. La canzone più votata è stata proclamata vincitrice della sezione Nuove proposte. Infine, sono stati assegnati il Premio della Critica "Mia Martini" e il Premio Sala Stampa Radio-TV-Web "Lucio Dalla" per la sezione Nuove proposte.
Inoltre, si sono esibiti i 20 Campioni in gara. Le canzoni sono state votate dal pubblico a casa tramite il televoto, dalla Giuria Demoscopica e dalla Giuria degli Esperti. I tre distinti risultati percentualizzati hanno pesato rispettivamente per il 40%, 30% e 30% sulla graduatoria combinata della serata. La media ponderata tra le percentuali di voto della graduatoria combinata della serata e quelle della classifica congiunta delle prime due serate ha dato una classifica totale dei Campioni. Gli artisti agli ultimi 4 posti della classifica totale sono stati definitivamente eliminati.

#### Nuove proposte- Semifinali
- Ammesso alla finale

Sfida I
| Ordine di uscita | Artista | Brano | Televoto (40%) | Televoto (40%) | Giuria Demoscopica (30%) | Giuria Demoscopica (30%) | Giuria Esperti (30%) | Giuria Esperti (30%) | Totale | Totale                |
| Ordine di uscita | Artista | Brano | %              | Graduatoria    | %                        | Graduatoria              | %                    | Graduatoria          | %      | Graduatoria combinata |
| ---------------- | ------- | ----- | -------------- | -------------- | ------------------------ | ------------------------ | -------------------- | -------------------- | ------ | --------------------- |
| 2                | Amara   | Credo | 53,35%         | 1              | 43,85%                   | 2                        | 25,00%               | 2                    | 42,00% | 2                     |
| 1                | kuTso   | Elisa | 46,65%         | 2              | 56,15%                   | 1                        | 75,00%               | 1                    | 58,00% | 1                     |

Sfida II
| Ordine di uscita | Artista          | Brano                | Televoto (40%) | Televoto (40%) | Giuria Demoscopica (30%) | Giuria Demoscopica (30%) | Giuria Esperti (30%) | Giuria Esperti (30%) | Totale | Totale                |
| Ordine di uscita | Artista          | Brano                | %              | Graduatoria    | %                        | Graduatoria              | %                    | Graduatoria          | %      | Graduatoria combinata |
| ---------------- | ---------------- | -------------------- | -------------- | -------------- | ------------------------ | ------------------------ | -------------------- | -------------------- | ------ | --------------------- |
| 2                | Enrico Nigiotti  | Qualcosa da decidere | 37,83%         | 2              | 46,00%                   | 2                        | 62,50%               | 1                    | 47,68% | 2                     |
| 1                | Giovanni Caccamo | Ritornerò da te      | 62,17%         | 1              | 54,00%                   | 1                        | 37,50%               | 2                    | 52,32% | 1                     |

#### Nuove proposte- Finale
Vincitore
| Ordine di uscita | Artista          | Brano           | Televoto (40%) | Televoto (40%) | Giuria Demoscopica (30%) | Giuria Demoscopica (30%) | Giuria Esperti (30%) | Giuria Esperti (30%) | Totale | Totale            |
| Ordine di uscita | Artista          | Brano           | %              | Graduatoria    | %                        | Graduatoria              | %                    | Graduatoria          | %      | Classifica finale |
| ---------------- | ---------------- | --------------- | -------------- | -------------- | ------------------------ | ------------------------ | -------------------- | -------------------- | ------ | ----------------- |
| 1                | kuTso            | Elisa           | 27,83%         | 2              | 34,20%                   | 2                        | 25,00%               | 2                    | 28,89% | 2                 |
| 2                | Giovanni Caccamo | Ritornerò da te | 72,17%         | 1              | 65,80%                   | 1                        | 75,00%               | 1                    | 72,11% | 1                 |

#### Campioni
- Eliminato

| Ordine di uscita | Artista                           | Brano                              | Televoto (40%) | Televoto (40%) | Giuria Demoscopica (30%) | Giuria Demoscopica (30%) | Giuria Esperti (30%) | Giuria Esperti (30%) | Classifica totale | Classifica totale |
| Ordine di uscita | Artista                           | Brano                              | %              | Graduatoria    | %                        | Graduatoria              | %                    | Graduatoria          | %                 | Posizione         |
| ---------------- | --------------------------------- | ---------------------------------- | -------------- | -------------- | ------------------------ | ------------------------ | -------------------- | -------------------- | ----------------- | ----------------- |
| 1                | Annalisa                          | Una finestra tra le stelle         | 7,01%          | 4              | 7,63%                    | 3                        | 6,88%                | 4                    | 6,83%             | 4                 |
| 2                | Nesli                             | Buona fortuna amore                | 3,59%          | 8              | 2,90%                    | 17                       | 3,13%                | 13                   | 3,97%             | 11                |
| 3                | Irene Grandi                      | Un vento senza nome                | 1,54%          | 16             | 5,57%                    | 7                        | 4,38%                | 10                   | 4,28%             | 10                |
| 4                | Nek                               | Fatti avanti amore                 | 8,02%          | 3              | 9,33%                    | 2                        | 11,25%               | 2                    | 8,88%             | 2                 |
| 5                | Bianca Atzei                      | Il solo al mondo                   | 3,39%          | 10             | 3,37%                    | 15                       | 0,00%                | 20                   | 2,89%             | 16                |
| 6                | Biggio e Mandelli                 | Vita d'inferno                     | 1,80%          | 14             | 2,68%                    | 20                       | 4,38%                | 10                   | 2,82%             | 18                |
| 7                | Moreno                            | Oggi ti parlo così                 | 3,43%          | 9              | 2,85%                    | 18                       | 3,12%                | 14                   | 3,21%             | 14                |
| 8                | Lara Fabian                       | Voce                               | 1,61%          | 15             | 3,38%                    | 14                       | 0,62%                | 19                   | 1,67%             | 20                |
| 9                | Grazia Di Michele e Mauro Coruzzi | Io sono una finestra               | 2,84%          | 12             | 3,77%                    | 12                       | 5,00%                | 9                    | 3,83%             | 12                |
| 10               | Lorenzo Fragola                   | Siamo uguali                       | 5,21%          | 5              | 4,38%                    | 10                       | 1,88%                | 15                   | 5,16%             | 7                 |
| 11               | Anna Tatangelo                    | Libera                             | 3,16%          | 11             | 3,38%                    | 13                       | 1,88%                | 15                   | 2,76%             | 19                |
| 12               | Il Volo                           | Grande amore                       | 33,39%         | 1              | 11,33%                   | 1                        | 6,25%                | 5                    | 16,54%            | 1                 |
| 13               | Gianluca Grignani                 | Sogni infranti                     | 2,74%          | 13             | 2,80%                    | 19                       | 6,25%                | 5                    | 3,11%             | 15                |
| 14               | Malika Ayane                      | Adesso e qui (nostalgico presente) | 1,45%          | 18             | 7,57%                    | 4                        | 18,12%               | 1                    | 6,84%             | 3                 |
| 15               | Dear Jack                         | Il mondo esplode tranne noi        | 8,61%          | 2              | 2,93%                    | 16                       | 0,63%                | 18                   | 5,34%             | 6                 |
| 16               | Marco Masini                      | Che giorno è                       | 4,54%          | 6              | 5,15%                    | 8                        | 4,38%                | 10                   | 5,93%             | 5                 |
| 17               | Nina Zilli                        | Sola                               | 1,19%          | 19             | 5,88%                    | 6                        | 8,12%                | 3                    | 4,54%             | 9                 |
| 18               | Alex Britti                       | Un attimo importante               | 1,14%          | 20             | 4,62%                    | 9                        | 5,62%                | 8                    | 3,44%             | 13                |
| 19               | Raf                               | Come una favola                    | 1,48%          | 17             | 3,87%                    | 11                       | 1,88%                | 15                   | 2,88%             | 17                |
| 20               | Chiara                            | Straordinario                      | 3,85%          | 7              | 6,60%                    | 5                        | 6,25%                | 5                    | 5,08%             | 8                 |

Ospiti
- Compagnia di danza Pilobolus[67]
- Antonio Conte[68]
- Virginia Raffaele: imitazione di Ornella Vanoni[69] e del centralino telefonico[67]
- Gabriele Cirilli: monologo sulla paura di volare in aereo[70]
- Boiler: sketch di finti giornalisti in sala[43]
- Elena Sofia Ricci[71]
- Giovanni Allevi: Loving You[72]
- The Avener: Fade Out Lines (con la band Phoebe Killdeer & The Short Straws)[67]
- Sammy Basso (ragazzo affetto da progeria)[73]

### Quinta serata - Finale
Nella quinta serata si sono esibiti i 16 Campioni finalisti, i cui voti precedentemente accumulati sono stati azzerati. Le canzoni sono state votate dal pubblico a casa tramite il televoto, dalla Giuria Demoscopica e dalla Giuria degli Esperti. I tre distinti risultati percentualizzati hanno pesato rispettivamente per il 40%, 30% e 30% nella realizzazione della classifica finale.
Gli artisti alle prime tre posizioni della graduatoria combinata sono stati ammessi alla seconda fase della finale, durante la quale si è proceduto ad un'ulteriore votazione azzerando il punteggio precedentemente acquisito e impiegando il medesimo sistema. La canzone più votata è stata proclamata vincitrice della sezione Campioni. Infine, sono stati assegnati il Premio della Critica "Mia Martini" e il Premio Sala Stampa Radio-TV-Web per la sezione Campioni, il Premio "Sergio Bardotti" per il miglior testo e il Premio per il miglior arrangiamento.

#### Campioni- Finale - 1ª parte
- Ammesso alla finale a tre

| Ordine di uscita | Artista                           | Brano                              | Televoto (40%) | Televoto (40%) | Giuria Demoscopica (30%) | Giuria Demoscopica (30%) | Giuria Esperti (30%) | Giuria Esperti (30%) | Totale | Totale            |
| Ordine di uscita | Artista                           | Brano                              | %              | Graduatoria    | %                        | Graduatoria              | %                    | Graduatoria          | %      | Classifica finale |
| ---------------- | --------------------------------- | ---------------------------------- | -------------- | -------------- | ------------------------ | ------------------------ | -------------------- | -------------------- | ------ | ----------------- |
| 1                | Marco Masini                      | Che giorno è                       | 5,97%          | 7              | 6,00%                    | 8                        | 3,75%                | 9                    | 5,31%  | 6                 |
| 2                | Nina Zilli                        | Sola                               | 1,86%          | 12             | 7,35%                    | 6                        | 5,63%                | 5                    | 4,64%  | 9                 |
| 3                | Chiara                            | Straordinario                      | 6,23%          | 4              | 8,50%                    | 5                        | 4,38%                | 7                    | 6,35%  | 5                 |
| 4                | Dear Jack                         | Il mondo esplode tranne noi        | 10,42%         | 2              | 3,00%                    | 14                       | 0,00%                | 16                   | 5,07%  | 7                 |
| 5                | Malika Ayane                      | Adesso e qui (nostalgico presente) | 2,56%          | 8              | 9,43%                    | 3                        | 26,25%               | 1                    | 11,73% | 3                 |
| 6                | Nek                               | Fatti avanti amore                 | 9,61%          | 3              | 11,92%                   | 2                        | 20,00%               | 2                    | 13,42% | 2                 |
| 7                | Il Volo                           | Grande amore                       | 38,73%         | 1              | 13,38%                   | 1                        | 8,75%                | 4                    | 22,13% | 1                 |
| 8                | Annalisa                          | Una finestra tra le stelle         | 6,23%          | 4              | 8,65%                    | 4                        | 4,38%                | 7                    | 6,40%  | 4                 |
| 9                | Alex Britti                       | Un attimo importante               | 1,14%          | 16             | 4,85%                    | 9                        | 5,00%                | 6                    | 3,41%  | 11                |
| 10               | Irene Grandi                      | Un vento senza nome                | 1,22%          | 15             | 6,07%                    | 7                        | 2,50%                | 10                   | 3,06%  | 12                |
| 11               | Lorenzo Fragola                   | Siamo uguali                       | 6,05%          | 6              | 4,83%                    | 10                       | 2,50%                | 10                   | 4,62%  | 10                |
| 12               | Bianca Atzei                      | Il solo al mondo                   | 2,26%          | 10             | 3,90%                    | 11                       | 0,63%                | 14                   | 2,26%  | 14                |
| 13               | Moreno                            | Oggi ti parlo così                 | 2,03%          | 11             | 2,60%                    | 16                       | 1,88%                | 13                   | 2,15%  | 15                |
| 14               | Gianluca Grignani                 | Sogni infranti                     | 1,63%          | 13             | 2,87%                    | 15                       | 11,25%               | 3                    | 4,89%  | 8                 |
| 15               | Grazia Di Michele e Mauro Coruzzi | Io sono una finestra               | 1,52%          | 14             | 3,63%                    | 12                       | 0,63%                | 14                   | 1,89%  | 16                |
| 16               | Nesli                             | Buona fortuna amore                | 2,54%          | 9              | 3,02%                    | 13                       | 2,50%                | 10                   | 2,67%  | 13                |

#### Campioni -Finale - 2ª parte
Vincitore
| Ordine di uscita | Artista      | Brano                              | Televoto (40%) | Televoto (40%) | Giuria Demoscopica (30%) | Giuria Demoscopica (30%) | Giuria Esperti (30%) | Giuria Esperti (30%) | Totale | Totale            |
| Ordine di uscita | Artista      | Brano                              | %              | Graduatoria    | %                        | Graduatoria              | %                    | Graduatoria          | Totale | Totale            |
| Ordine di uscita | Artista      | Brano                              | %              | Graduatoria    | %                        | Graduatoria              | %                    | Graduatoria          | %      | Classifica finale |
| ---------------- | ------------ | ---------------------------------- | -------------- | -------------- | ------------------------ | ------------------------ | -------------------- | -------------------- | ------ | ----------------- |
| 1                | Il Volo      | Grande amore                       | 56,19%         | 1              | 32,33%                   | 2                        | 22,92%               | 3                    | 39,05% | 1                 |
| 2                | Nek          | Fatti avanti amore                 | 33,38%         | 2              | 35,94%                   | 1                        | 37,50%               | 2                    | 35,38% | 2                 |
| 3                | Malika Ayane | Adesso e qui (nostalgico presente) | 10,44%         | 3              | 31,72%                   | 3                        | 39,58%               | 1                    | 25,57% | 3                 |

Ospiti
- Cast del musical Romeo e Giulietta - Ama e cambia il mondo[76]
- Cast della serie Braccialetti rossi[78]
- Premiata Forneria Marconi con una rappresentativa della band dell'esercito: cover del Nabucco per i 100 anni della prima guerra mondiale[76]
- Bartolomeo e Concetta (coppia di 65 anni di matrimonio)[79]
- Gianna Nannini: L'immensità di Don Backy, Sei nell'anima[80] (era previsto anche un duetto con Massimo Ranieri su 'O sole mio, poi annullato per motivi di salute)[81]
- Giorgio Panariello: imitazione di Renato Zero[82] e monologo sull'attualità[83]
- Ed Sheeran: Sing, Thinking Out Loud[84]
- Boiler: sketch di finti giornalisti in sala[43]
- Will Smith e Margot Robbie: sketch con Carlo Conti e intervento di Pino Insegno (doppiatore di Smith)[85][86]
- Marta Zoboli e Gianluca De Angelis: sketch dello speed date[76]
- Enrico Ruggeri: Tre signori (canzone dedicata a Giorgio Gaber, Enzo Jannacci e Giorgio Faletti)[87]

Videomessaggi
Ogni artista ha ricevuto un videomessaggio di incoraggiamento prima della sua esibizione durante la serata finale. Sono intervenuti:
- Leonardo Pieraccioni per Marco Masini
- J-Ax per Nina Zilli
- Fiorella Mannoia per Chiara
- Kekko Silvestre per i Dear Jack
- Caterina Caselli per Malika Ayane
- Max Biaggi ed Eleonora Pedron per Nek
- Plácido Domingo per Il Volo
- Alessandra Amoroso per Annalisa
- Edoardo Bennato per Alex Britti
- Stefano Bollani per Irene Grandi
- Fedez per Lorenzo Fragola
- Francesco Renga per Bianca Atzei
- Flavio Insinna per Moreno
- Emis Killa per Gianluca Grignani
- Rossana Casale per Grazia Di Michele e Mauro Coruzzi
- Marco Bocci per Nesli

Videomessaggi dei cantanti eliminati
- Gigi D'Alessio per Anna Tatangelo
- Pippo Baudo per Lara Fabian
- Alessia Marcuzzi per Raf
- Luca e Paolo per Biggio e Mandelli

## Premi

### SezioneCampioni
- Vincitore 65º Festival di Sanremo sezione Campioni: Il Volo con Grande amore[35]
- Rappresentante italiano all'Eurovision Song Contest 2015: Il Volo[11]
- Podio - secondo classificato 65º Festival di Sanremo sezione Campioni: Nek con Fatti avanti amore[35]
- Podio - terzo classificato 65º Festival di Sanremo sezione Campioni: Malika Ayane con Adesso e qui (nostalgico presente)[35]
- Premio della Critica "Mia Martini" sezione Campioni: Malika Ayane con Adesso e qui (nostalgico presente)[9]
- Premio Sala Stampa Radio-TV-Web "Lucio Dalla" sezione Campioni: Nek con Fatti avanti amore[9]
- Premio per il miglior arrangiamento: Nek con Fatti avanti amore[75]
- Premio Lunezia per Sanremo per il valore musical-letterario del brano: Grazia Di Michele e Mauro Coruzzi con Io sono una finestra[89]
- Premio Miglior cover: Nek con Se telefonando

### SezioneNuove proposte
- Vincitore 65º Festival di Sanremo sezione Nuove proposte: Giovanni Caccamo con Ritornerò da te[35]
- Premio Emanuele Luzzati: Giovanni Caccamo con Ritornerò da te[35]
- Podio - secondo classificato 65º Festival di Sanremo sezione Nuove proposte: kuTso con Elisa[35]
- Premio della Critica "Mia Martini" sezione Nuove proposte: Giovanni Caccamo con Ritornerò da te[10]
- Premio Sala Stampa Radio-TV-Web "Lucio Dalla" sezione Nuove proposte: Giovanni Caccamo con Ritornerò da te[10]
- Premio "Sergio Bardotti" per il miglior testo: Kaligola con Oltre il giardino[74]
- Premio Assomusica per la migliore esibizione live: kuTso con Elisa

### Altri premi
- Premio alla carriera "Città di Sanremo": Pino Donaggio[47] e Giorgio Panariello
- Targa Ambasciatore del Festival di Sanremo nel mondo: Al Bano
- Targa Ambasciatore del Festival di Sanremo nel mondo: Romina Power
- Disco di platino FIMI: Saint Motel con My Type

## Orchestra
La Sanremo Festival Orchestra è stata diretta dal maestro Pinuccio Pirazzoli. Durante le esibizioni dei cantanti è stata diretta dai maestri:
- Angelo Avarello per Amara[90]
- Carolina Bubbico per Il Volo e Serena Brancale[91]
- Diego Calvetti per Annalisa e Bianca Atzei
- Valeriano Chiaravalle per Raf
- Luca Chiaravalli per Nek[92]
- Lucio Fabbri per Lorenzo Fragola, Grazia Di Michele e Mauro Coruzzi
- Umberto Iervolino per Nesli e Enrico Nigiotti
- Saverio Lanza per Irene Grandi
- Roy Paci per Biggio e Mandelli
- Mauro Pagani per Nina Zilli[93]
- Daniele Parziani per Malika Ayane e Giovanni Caccamo[94]
- Adriano Pennino per Gianluca Grignani, Anna Tatangelo, Alex Britti e i kuTso
- Pino Perris per i Dear Jack
- Giorgio Rosciglione per Kaligola
- Roberto Rossi per Chiara e Marco Masini
- Peppe Vessicchio per Rakele, Chanty e Moreno
- Fio Zanotti per Lara Fabian[95]

## Sigla
La sigla è Fanfare for the Common Man di Aaron Copland in un arrangiamento del maestro Pinuccio Pirazzoli.

## Jingle
In quest'edizione l'entrata in scena di ciascun Campione è accompagnata da uno stacchetto che riprende un successo della sua carriera.
- Alex Britti: Oggi sono io (1999)
- Anna Tatangelo: Essere una donna (2006)
- Annalisa: Sento solo il presente (2014)
- Bianca Atzei: Non è vero mai (2014)
- Biggio e Mandelli: Itaglia Itaglia (2011)
- Chiara: Vieni con me (2013)
- Dear Jack: Domani è un altro film (2014)
- Gianluca Grignani: La mia storia tra le dita (1994)
- Grazia Di Michele e Mauro Coruzzi: Le ragazze di Gauguin (1986)
- Il Volo: Un amore così grande (2012)
- Irene Grandi: La tua ragazza sempre (2000)
- Lara Fabian: Adagio (1999)
- Lorenzo Fragola: The Reason Why (2014)
- Malika Ayane: Come foglie (2009)
- Marco Masini: L'uomo volante (2004)
- Moreno: Che confusione (2013)
- Nek: Laura non c'è (1997)
- Nesli: Andrà tutto bene (2014)
- Nina Zilli: 50mila (2009)
- Raf: Cosa resterà degli anni '80 (1989)

## Regia
La regia è stata affidata per la prima volta a Maurizio Pagnussat, il quale già collaborava con Carlo Conti da diversi anni. Durante la consueta conferenza stampa di presentazione della kermesse, Pagnussat ha dichiarato di voler raccontare il Festival "con eleganza e garbo, senza mai essere invadente". Il regista ha avuto a disposizione nove telecamere, di cui tre fly by wire, ovvero camere robotizzate e controllate a distanza.

## Scenografia
La scenografia, disegnata da Riccardo Bocchini, rappresenta l'interno di una campanula multicolore. Essa è composta da un grande palco con ai lati lo spazio per le due sezioni orchestrali: a sinistra quella sinfonica, a destra quella ritmica. Al centro del palco vi è un grande ledwall curvilineo montato su dieci archi verticali concavi alti otto metri, i quali formano un sipario motorizzato che si muove sull'asse orizzontale. Questa "onda" può avere quindici diverse tipologie di conformazione, cambiando significativamente l'impatto scenico.Un altro sipario, posto sopra il ledwall, può scendere all'occorrenza. La scala, larga sei metri, può trasformarsi in piano all'occorrenza grazie all'opera di due pistoni laterali in acciaio che muovono i gradini. Due brevi scale collegano il palco alla platea.

## Giurie

### Televoto
È il mezzo attraverso cui il pubblico da casa ha potuto esprimere le sue preferenze.
Nel corso delle prime tre serate, Il televoto e il voto della Giuria della Sala Stampa, entrambi con peso del 50%, hanno determinato la graduatorie combinate dei Campioni e delle Nuove proposte, mentre nella quarta serata e nella finale il televoto ha contribuito per il 40% alle graduatorie combinate di entrambe le sezioni assieme al voto della Giuria Demoscopica (30%) e della Giuria degli Esperti (30%). Nel caso specifico della prima e della seconda serata, per la sezione Campioni, sono state aperte una sessione singola di televoto per ognuno dei 10 artisti in gara, ovvero una breve sessione attiva durante l'esibizione (in cui è stato possibile votare solo l'artista che si esibiva in quel momento) e una sessione highlights, aperta al termine di tutte le 10 esibizioni della serata (in cui si è potuto votare per tutti i 10 artisti in gara). In tutte le altre serate si è trattato di sessioni uniche.

### Giuria della Sala Stampa
La Giuria della Sala Stampa è composta dai giornalisti accreditati presso la Sala stampa Roof Ariston e la Sala stampa Radio-TV-Web "Lucio Dalla" aventi diritto di voto.
Nel corso delle prime tre serate, Il televoto e il voto della Giuria della Sala Stampa, entrambi con peso del 50%, hanno determinato la graduatorie combinate dei Campioni e delle Nuove proposte. Ogni giornalista ha espresso le proprie preferenze secondo le seguenti regole:
- Campioni
  - 1ª e 2ª serata: 4 preferenze singole, ossia da attribuire a 4 artisti differenti;
  - 3a serata: 2 preferenze singole, ossia da attribuire a 2 artisti differenti.
- Nuove proposte
  - 2ª e 3ª serata: una preferenza per uno dei due artisti.

#### Sala Stampa Ariston Roof
La Sala Stampa Ariston Roof è situata all'interno del Teatro Ariston e riunisce i rappresentanti delle testate accreditate fra agenzie giornalistiche, quotidiani, periodici, web, giornali radio, tg e rubriche televisive, nonché testate giornalistiche e radiotv straniere. A maggioranza dei votanti ha attribuito il Premio della Critica "Mia Martini" per entrambe le sezioni.

#### Sala Stampa Radio-TV-Web "Lucio Dalla"
La Sala Stampa Radio-TV-Web "Lucio Dalla" è situata presso il Palafiori di Sanremo e riunisce i rappresentanti delle principali emittenti radiofoniche e televisive private, come giornalisti, conduttori e tecnici. A maggioranza dei votanti ha attribuito il Premio Sala Stampa Radio-TV-Web "Lucio Dalla" per entrambe le sezioni.

### Giuria Demoscopica
La Giuria Demoscopica un campione di 300 abituali ascoltatori, acquirenti e appassionati di musica originari di tutta Italia e differenti per sesso ed età. I giurati esprimono le loro preferenze da casa attraverso un sistema elettronico nel momento immediatamente successivo alla sua esecuzione in puntata. Il campione è stato costituito da persone diverse in ciascuna serata in cui è chiamato ad esprimersi.
La Giuria Demoscopica ha votato nella quarta serata e nella finale per entrambe le sezioni con un peso del 30% sulla graduatoria combinata assieme al televoto (40%) e della Giuria degli Esperti (30%). Ogni giurato ha espresso le proprie preferenze secondo le seguenti regole:
- Campioni
  - 4a serata: 20 preferenze, tutte da attribuire, per un massimo di 10 preferenze sullo stesso artista e con l'obbligo di votare almeno 10 artisti e un massimo di 19;
  - Finale, 1ª parte: 20 preferenze, tutte da attribuire, per un massimo di 10 preferenze sullo stesso artista e con l'obbligo di votare almeno 8 artisti e un massimo di 15;
  - Finale, 2ª parte: 6 preferenze, da distribuire nella seguente modalità: 3 sul preferito, 2 sul secondo e 1 sul terzo.
- Nuove proposte
  - 4a serata: una preferenza per uno dei due artisti.

### Giuria degli Esperti
La Giuria di Qualità, ribattezzata "Giuria degli Esperti", è composta da 8 personaggi del mondo della musica, dello spettacolo e della cultura che non hanno alcun legame particolare con i concorrenti della kermesse.
La Giuria degli Esperti ha votato nella quarta serata e nella finale per entrambe le sezioni con un peso del 30% sulla graduatoria combinata assieme al televoto (40%) e della Giuria Demoscopica (30%). Ogni giurato ha espresso le proprie preferenze secondo le seguenti regole:
- Campioni
  - 4a serata: 20 preferenze, tutte da attribuire, per un massimo di 10 preferenze sullo stesso artista e con l'obbligo di votare almeno 10 artisti e un massimo di 19;
  - Finale, 1ª parte: 20 preferenze, tutte da attribuire, per un massimo di 10 preferenze sullo stesso artista e con l'obbligo di votare almeno 8 artisti e un massimo di 15;
  - Finale, 2ª parte: 6 preferenze, da distribuire nella seguente modalità: 3 sul preferito, 2 sul secondo e 1 sul terzo.
- Nuove proposte
  - 4a serata: una preferenza per uno dei due artisti.

Inoltre, la Giuria degli esperti ha attribuito il Premio "Sergio Bardotti" per il miglior testo.
La Giuria degli Esperti della sessantacinquesima edizione del Festival è stata composta da:
- Claudio Cecchetto (DJ) - Presidente
- Marino Bartoletti (giornalista)
- Paolo Beldì (regista televisivo)
- Massimo Bernardini (giornalista e conduttore telefonico)
- Carlo Massarini (conduttore televisivo e radiofonico)
- Andrea Mirò (cantautrice e musicista)
- Camila Raznovich (ex VJ conduttrice televisiva)
- Giovanni Veronesi (regista cinematografico)

### Orchestra
A maggioranza dei votanti, i musicisti della Sanremo Festival Orchestra hanno attribuito il Premio per il miglior arrangiamento.

### Ex aequo
In caso di ex aequo dopo quattro cifre decimali nei risultati complessivi in serata, si è fatto riferimento alla graduatoria del televoto. In caso di ulteriore persistenza di ex aequo, nelle prime tre serate si è fatto riferimento alla graduatoria della giuira della Sala Stampa; nelle due ultime serate, alla graduatoria della Giuria degli Esperti.

## Anteprima
Le serate del Festival sono state precedute da un'anteprima denominata Sanremo Start. Nella prima serata sono stati presentati i 20 Campioni in gara alternando le loro interviste con immagini delle prove e del red carpet tenutosi il 9 febbraio davanti al Teatro Ariston. La medesima fascia oraria delle successive tre serate è stata dedicata alla gara delle Nuove proposte.

## DopoFestival
Il DopoFestival (reso graficamente in #DopoFestival, in riferimento agli hashtag del social network Twitter), si è svolto presso la grande sala privata del Casinò di Sanremo. Il programma, trasmesso esclusivamente in streaming sul sito Rai.tv e sull'app ufficiale dell'emittente, è stato condotto dal comico Saverio Raimondo (già presente nel cast de La Gabbia su LA7) con Sabrina Nobile. Nel cast fisso del programma vi sono anche gli youtuber Inception e i Nirkiop (con una web-serie Chi sei quando guardi Sanremo, divisa in vari episodi mandati in onda durante lo show), lo scrittore Stefano Andreoli (fra gli autori del blog di satira politica Spinoza.it) e il conduttore televisivo Giancarlo Magalli. Gli autori sono Giorgio Cappozzo (capoautore), Stefano Santucci, Alberto Cusella e Duccio Pasqua.

## Esclusi
L'organizzazione non ha cominucato i nomi degli artisti che avevano inoltrato domanda per la sezione Campioni ma che poi non sono stati selezionati per la kermesse. Tuttavia, fra le esclusioni confermate vi sono: Stadio (con Un giorno mi dirai, poi canzone vincitrice dell'edizione successiva), Suor Cristina, Dargen D'Amico (con i brani Modigliani e Il ritornello), Loredana Bertè e Antonino, Clementino e DJ Tayone, Deborah Iurato, Marcella Bella (con un brano scritto dal fratello Gianni), Annalisa Minetti (con il brano Sarà così), Donatella Rettore, Immanuel Casto e Romina Falconi (con il brano Finché morte non ci separi), Mariella Nava, Morgan, Loredana Errore, Karima, Francesco Baccini, Laura Bono, Marco Ligabue e Franco Simone. Le indiscrezioni dei mesi precedenti all'annuncio e quelle immediatamente successive ad esso contemplavano anche i nomi di Anna Oxa, Ivana Spagna, Dolcenera, Nomadi, Tiromancino, Marco Carta, Valerio Scanu, Mietta, Fiordaliso, Syria, Antonio Maggio, Levante, Michele Bravi, Tony Maiello, Alessandro Casillo, Tony Colombo, Nick Luciani, Serena Rossi, Paolo Vallesi, Luca Barbarossa, Fabrizio Moro, Attilio Fontana e Ilaria Porceddu, Luisa Corna e Alessandro Safina, Mario Biondi, Sergio Cammariere e Rocco Hunt.
Fra i finalisti delle Nuove proposte che non sono rientrati fra i vincitori vi sono Ermal Meta (con il brano Volevo dirti), Benji & Fede, Diana Del Bufalo, i Canova (con il brano Io, te e Lucia), i dARI, Simonetta Spiri, Martina Stavolo, Daniel Adomako e La Scapigliatura.

## Ascolti
Risultati di ascolto delle varie serate, secondo rilevazioni Auditel.
| Messa in onda      | I parte            | I parte            | II parte           | II parte           | Media ponderata | Media ponderata |
| Messa in onda      | Telespettatori     | Share              | Telespettatori     | Share              | Telespettatori  | Share           |
| ------------------ | ------------------ | ------------------ | ------------------ | ------------------ | --------------- | --------------- |
| 10 febbraio 2015   | 13.210.000         | 49,00%             | 6.488.000          | 52,02%             | 11.767.000      | 49,63%          |
| 11 febbraio 2015   | 11.013.000         | 40,64%             | 6.518.000          | 50,01%             | 10.091.000      | 41,70%          |
| 12 febbraio 2015   | 12.359.000         | 47,87%             | 6.519.000          | 58,12%             | 10.586.000      | 49,51%          |
| 13 febbraio 2015   | 12.021.000         | 46,28%             | 6.253.000          | 53,50%             | 9.857.000       | 47,82%          |
| 14 febbraio 2015   | 12.763.000         | 50,77%             | 10.008.000         | 65,48%             | 11.843.000      | 54,21%          |
| Media delle serate | Media delle serate | Media delle serate | Media delle serate | Media delle serate | 10.829.000      | 48,57%          |

Il picco di ascolto è stato alle 1:12 di domenica 15 febbraio alla proclamazione dei vincitori, con il 73,64% di share.

## Trasmissione
| Nazione                  | Rete                               |
| ------------------------ | ---------------------------------- |
| Italia                   | Rai 1                              |
| Italia                   | Rai HD                             |
| Italia                   | Rai Radio 2                        |
| Italia                   | Rai Isoradio                       |
| Italia (resto del mondo) | Rai Italia                         |
| Europa                   | Eurovision.tv (solo serata finale) |
| Albania                  | TVSH 2                             |
| Bosnia ed Erzegovina     | BHRT                               |

## Classifiche

### Classifica passaggi radio
| Artista                           | Canzone                            | Posizione massima | Posizione massima            | Posizione massima                 |
| Artista                           | Canzone                            | Sanremo Big 2015  | Airplay italiano (nazionale) | Airplay italiano (internazionale) |
| --------------------------------- | ---------------------------------- | ----------------- | ---------------------------- | --------------------------------- |
| Nek                               | Fatti avanti amore                 | 1                 | 1                            | 1                                 |
| Malika Ayane                      | Adesso e qui (nostalgico presente) | 2                 | 3                            | 6                                 |
| Chiara                            | Straordinario                      | 3                 | 4                            | 12                                |
| Annalisa                          | Una finestra tra le stelle         | 4                 | 8                            | 16                                |
| Anna Tatangelo                    | Libera                             | 5                 | 10                           | 20                                |
| Lorenzo Fragola                   | Siamo uguali                       | 6                 | 11                           | 51                                |
| Gianluca Grignani                 | Sogni infranti                     | 7                 | 15                           | -                                 |
| Alex Britti                       | Un attimo importante               | 8                 | 12                           | —                                 |
| Marco Masini                      | Che giorno è                       | 9                 | 13                           | —                                 |
| Irene Grandi                      | Un vento senza nome                | 10                | 12                           | 52                                |
| Il Volo                           | Grande Amore                       | 11                | 21                           | 58                                |
| Bianca Atzei                      | Il solo al mondo                   | 12                | 17                           | —                                 |
| Nina Zilli                        | Sola                               | 13                | 21                           | 51                                |
| Nesli                             | Buona fortuna amore                | 14                | 20                           | —                                 |
| Dear Jack                         | Il mondo esplode tranne noi        | 15                | 19                           | —                                 |
| Raf                               | Come una favola                    | 16                | —                            | —                                 |
| Moreno                            | Oggi ti parlo così                 | 17                | —                            | 119                               |
| Grazia Di Michele e Mauro Coruzzi | Io sono una finestra               | 18                | —                            | —                                 |
| Lara Fabian                       | Voce                               | 19                | —                            | —                                 |
| Biggio e Mandelli                 | Vita d'inferno                     | 20                | —                            | —                                 |
| kuTso                             | Elisa                              | —                 | 16                           | —                                 |

### Singoli
| Artista          | Singolo                            | Italia (Massima posizione raggiunta) | Italia (Certificazioni vendite FIMI) | Vendite  |
| ---------------- | ---------------------------------- | ------------------------------------ | ------------------------------------ | -------- |
| Il Volo          | Grande amore                       | 1                                    | 2 x Platino                          | 100.000+ |
| Nek              | Fatti avanti amore                 | 3                                    | Platino                              | 50.000+  |
| Annalisa         | Una finestra tra le stelle         | 5                                    | Platino                              | 50.000+  |
| Chiara           | Straordinario                      | 7                                    | Platino                              | 50.000+  |
| Lorenzo Fragola  | Siamo uguali                       | 8                                    | 2 x Platino                          | 100.000+ |
| Malika Ayane     | Adesso e qui (nostalgico presente) | 9                                    | Platino                              | 50.000+  |
| Marco Masini     | Che giorno è                       | 20                                   | -                                    | -        |
| Irene Grandi     | Un vento senza nome                | 28                                   | -                                    | -        |
| Nesli            | Buona fortuna amore                | 29                                   | -                                    | -        |
| Giovanni Caccamo | Ritornerò da te                    | 33                                   | -                                    | -        |
| Raf              | Come una favola                    | 42                                   | -                                    | -        |
| Alex Britti      | Un attimo importante               | 50                                   | -                                    | -        |
| Nina Zilli       | Sola                               | 53                                   | -                                    | -        |
| Anna Tatangelo   | Libera                             | 58                                   | -                                    | -        |
| Bianca Atzei     | Il solo al mondo                   | 68                                   | -                                    | -        |

### Album
| Artista           | Album                                  | Italia (Massima posizione raggiunta) | Italia (Certificazioni vendite FIMI) | Vendite  |
| ----------------- | -------------------------------------- | ------------------------------------ | ------------------------------------ | -------- |
| Il Volo           | Sanremo grande amore                   | 1                                    | 3 x Platino                          | 150.000+ |
| Lorenzo Fragola   | 1995                                   | 1                                    | Platino                              | 50.000+  |
| Dear Jack         | Domani è un altro film (seconda parte) | 2                                    | Platino                              | 50.000+  |
| Nek               | Prima di parlare                       | 3                                    | Platino                              | 50.000+  |
| Nesli             | Andrà tutto bene                       | 6                                    | -                                    | -        |
| Annalisa          | Splende                                | 7                                    | Oro                                  | 25.000+  |
| Raf               | Sono io                                | 7                                    | -                                    | -        |
| Marco Masini      | Cronologia                             | 8                                    | -                                    | -        |
| Malika Ayane      | Naïf                                   | 9                                    | Platino                              | 50.000+  |
| Bianca Atzei      | Bianco e nero                          | 15                                   | -                                    | -        |
| Nina Zilli        | Frasi & fumo                           | 15                                   | -                                    | -        |
| Chiara            | Un giorno di sole straordinario        | 16                                   | -                                    | -        |
| Anna Tatangelo    | Libera                                 | 19                                   | -                                    | -        |
| Amara             | Donna libera                           | 20                                   | -                                    | -        |
| Moreno            | Incredibile Sanremo Edition            | 20                                   | Oro                                  | 25.000+  |
| Irene Grandi      | Un vento senza nome                    | 25                                   | -                                    | -        |
| Giovanni Caccamo  | Qui per te                             | 29                                   | -                                    | -        |
| Gianluca Grignani | A volte esagero (Sanremo edition)      | 30                                   | -                                    | -        |
| Lara Fabian       | Essential                              | 49                                   | -                                    | -        |
| Rakele            | Il diavolo è gentile                   | 75                                   | -                                    | -        |
| Kutso             | Musica per persone sensibili           | 77                                   |                                      |          |

### Compilation
| Compilation        | Italia (Massima posizione raggiunta) | Italia (Certificazioni vendite FIMI) | Vendite |
| ------------------ | ------------------------------------ | ------------------------------------ | ------- |
| Super Sanremo 2015 | 1                                    | Platino                              | 50.000+ |

La compilation contiene tutti i brani partecipanti in questa edizione della manifestazione tranne i brani inediti di Alex Britti, Bianca Atzei e Dear Jack.

## Eurovision Song Contest

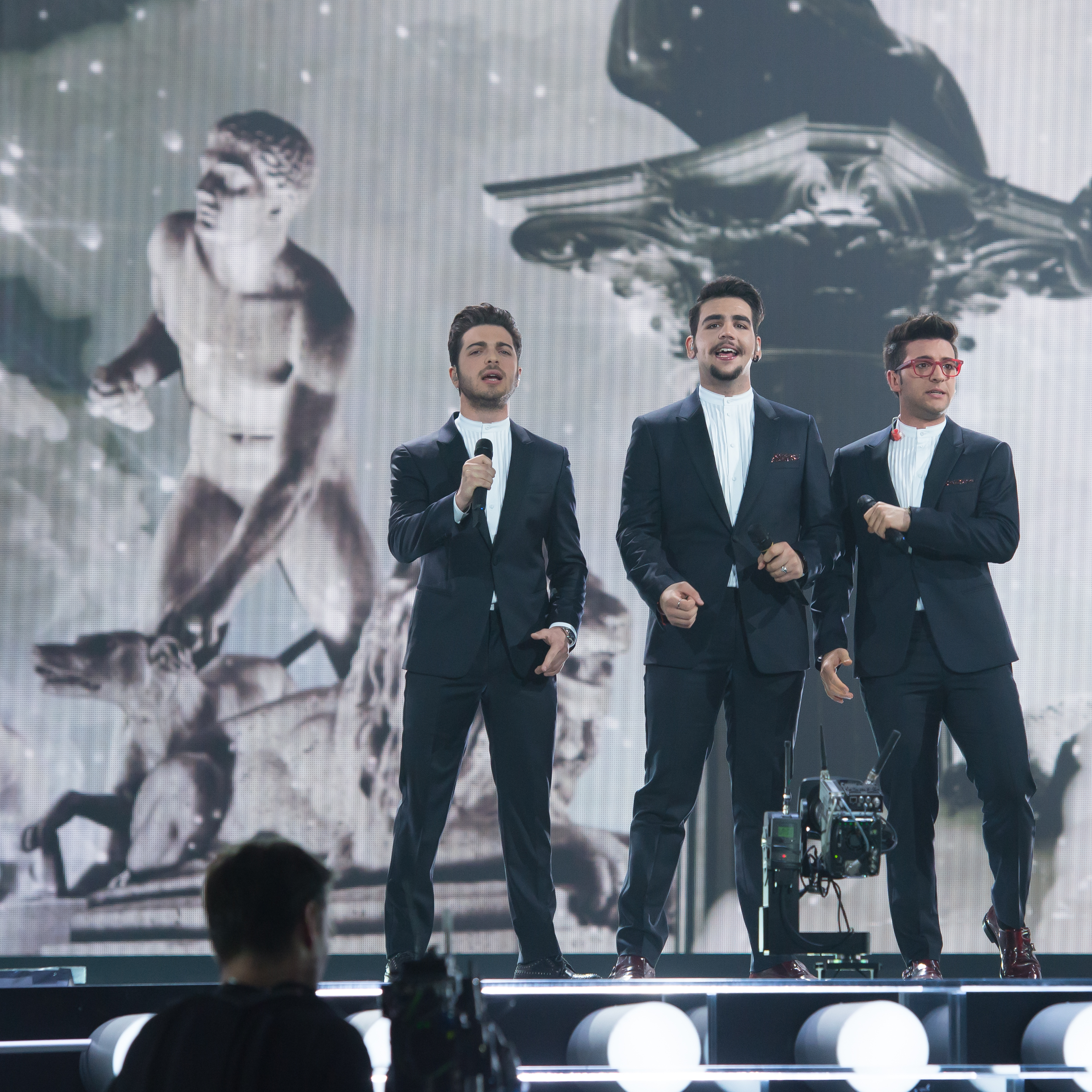
Il Volo durante le prove per la finale dell'Eurovision Song Contest 2015 a Vienna, in Austria.

Dopo la selezione interna del 2014, la Rai è tornata a scegliere il rappresentante italiano all'Eurovision fra gli artisti in gara al Festival di Sanremo. Nello specifico, grazie al nuovo regolamento, la kermesse ha funto da vera e propria selezione nazionale; il vincitore della sezione Campioni ha avuto infatti la facoltà di partecipare in rappresentanza dell’Italia all’edizione corrente del concorso canoro europeo. In caso egli non si fosse avvalso di questa possibilità, gli organizzatori del Festival si sarebbero riservati il diritto di scegliere il partecipante secondo propri criteri. Attualmente questo è ancora il metodo di selezione del rappresentante italiano all'Eurovision.
Nella tradizionale conferenza stampa dei vincitori del Festival al termine della finale, Il Volo ha confermato la volontà di prendere parte all'Eurovision Song Contest 2015. Il brano scelto per la competizione è stato una versione ridotta di Grande amore. Poiché l'Italia è membro delle cosiddette Big Five, il trio si è automaticamente qualificato per la finale.
Il 23 maggio 2015, nel corso della finale, Il Volo si è esibito alla Wiener Stadthalle di Vienna come ultimo artista in gara, concludendo la serata con un terzo posto e 292 punti alle spalle di Svezia e Russia. Il trio, pur risultando di gran lunga l'artista preferito dal pubblico a casa, è arrivato solo sesto nella classifica delle giurie nazionali. L'Italia ha comunque ricevuto i celebri douze points per ben nove volte e ha vinto il premio della stampa dei Marcel Bezençon Award. La vittoria è andata a Måns Zelmerlöw e alla sua Heroes, la quale ha riportato il concorso in Svezia appena due anni dopo l'edizione tenutasi a Malmö nel 2013.

## Curiosità
- Il Volo è il quinto artista vincitore della sezione principale del Festival di Sanremo a provenire da un talent show dopo Marco Carta nel 2009, Valerio Scanu nel 2010, Emma nel 2012 e Marco Mengoni nel 2013. Il gruppo infatti si è costituito nel 2009 durante la partecipazione dei tre cantanti alla seconda edizione del talent show canoro per bambini Ti lascio una canzone.
- Il Volo è il primo gruppo vocale ad aver vinto un'edizione del Festival di Sanremo del nuovo millennio. Non accadeva dal 1985, anno in cui i Ricchi e Poveri trionfarono con Se m'innamoro. Anche in quel caso si trattò di un trio.
  - In verità, nel 1987 la vittoria andò al trio composto da Gianni Morandi, Enrico Ruggeri e Umberto Tozzi. Si trattò però di un'esperienza una tantum, in quanto le carriere dei tre artisti si intrecciarono solo in occasione della loro partecipazione al Festival di Sanremo.
- Giovanni Caccamo è il quarto vincitore della sezione cadetta ad aver anche vinto sia il Premio della Critica "Mia Martini" che il Premio Sala Stampa "Lucio Dalla". Prima di lui erano riusciti nell'impresa solo Fabrizio Moro nel 2007, Arisa nel 2009 e Raphael Gualazzi nel 2011.
- il brano Elisa dei kuTso, secondi classificati tra le Nuove Proposte, entra da subito in alta rotazione su Rtl 102.5, network radiofonico che conferisce alla band anche il primo premio nella classifica sanremese dell'emittente.[130]Elisa è stata la più alta nuova entrata nella classifica airplay italiana, raggiungendo il 16º posto e rimanendo nella Top40 per sei settimane.[125][131]
- Durante la finale a tre, ogni giuria ha preferito un artista diverso: Il Volo ha vinto al televoto, Nek è stato l'artista preferito dalla Giuria Demoscopica e Malika Ayane ha raccolto il maggior numero di voti della Giuria degli Esperti.[35]
- A partire da questa edizione (tranne nel 2023),  i brani degli artisti che hanno preso parte alla finale a tre non sono più stati eseguiti dal vivo una seconda volta come in passato, ma sono stati solo parzialmente riproposti attraverso la messa in onda della registrazione degli stessi.
- Per la prima volta nella storia del Festival, gli artisti della sezione cadetta si sono esibiti prima di quelli della sezione principale, nella fascia oraria televisiva dell'access prime-time.[101]
- Per la prima volta da quando la Rai distribuisce i tabulati delle votazioni, è stato riscontrato un ex aequo al televoto: durante la prima votazione della finale, le artiste Annalisa e Chiara hanno entrambe ottenute il 6,23% dei voti totali. 
  - Curiosamente, hanno anche ottenuto la stessa percentuale di voti della Giuria degli Esperti, ovvero 4,38%. L'unica giuria che ha attribuito loro due diverse percentuali di voto, seppur molto simili, è stata la Giuria Demoscopica: 8,65% per Annalisa, 8,50% per Chiara.[35]
- Il tormentone di questa edizione è stato ideato dal conduttore radiotelevisivo e regista Pif, il quale ha seguito il Festival in qualità di inviato di Rai Radio 2. Il conduttore ha chiesto ai suoi ospiti di intonare Giorgio (del Lago Maggiore), brano di Nella Colombo utilizzato come sigla di apertura del suo programma radiofonico I provinciali. Il brano è un riadattamento italiano di Giorgio, canzone originariamente interpretata da Lys Assia con cui la cantante svizzera partecipò all'Eurovision Song Contest 1958, giungendo seconda. Si sono prestati al gioco i cantanti Chiara, Lorenzo Fragola, Moreno e Nesli e l'attore Edoardo Leo. Durante la finale della kermesse anche il presentatore Carlo Conti ha intonato in diretta una parte del brano.[132]
- Durante la semifinale delle Nuove Proposte Carlo Conti e i kuTso sono protagonisti di un simpatico siparietto, in cui il conduttore, alla vista del chitarrista della band salito sul palco mascherato da doccia a pois e con il volto coperto da una cartografia del viso di Conti stesso, esclama "che scherzo del kuTso!"[133][134]